# Mikrosporie
Mikrosporie ist eine Pilzerkrankung der Haut (Dermatomykose bzw. Dermatophytose) des Menschen, des Hundes und der Katze, die durch die Gattung Microsporum (Abteilung Ascomycota) hervorgerufen wird. Typische Vertreter sind Microsporum audouinii, M. canis und M. gypseum.
Die Infektion mit M. canis ist die häufigste „Urlaubsdermatophytose“, weil in südlichen Ländern über 90 % der streunenden Tiere infiziert sind, zum Teil ohne selbst Krankheitsanzeichen zu zeigen. Bei der einheimischen Katzenpopulation sind etwa 20 % der Tiere, meist symptomlose, Träger. Bis 1981 handelte es sich um eine meldepflichtige Krankheit. Der Name darf nicht mit der Mikrosporidiose verwechselt werden.

## Therapie
Für den Menschen kommen interne und externe Anwendung verschiedener Präparate (zum Beispiel Griseofulvin) über meist mehrere Wochen in Betracht. Bei Katzen wird vor allem Itraconazol, bei Hunden Enilconazol eingesetzt.